# تپه قلعه یری کلیان
تپه قلعه یری کلیان مربوط به اوایل هزاره اول قبل از میلاد است و در شهرستان سرآب، بخش مرکزی، دهستان صائین، ۵۰۰ متری جنوب روستای کلیان واقع شده و این اثر در تاریخ ۶ اسفند ۱۳۸۵ با شمارهٔ ثبت ۱۷۵۲۸ به‌عنوان یکی از آثار ملی ایران به ثبت رسیده است.